# Stark Raving Dad
Stark Raving Dad är det första avsnittet i den tredje säsongen av Simpsons och hade premiär 19 september 1991. Medverkar som gästskådespelare gör Michael Jackson (krediterad under John Jay Smith). Medverkar gör också Kipp Lennon som inte är krediterad som gästskådespelare. Avsnittet är skriven av Al Jean och Mike Reiss och regisserad av Rich Moore.

## Handling[1]

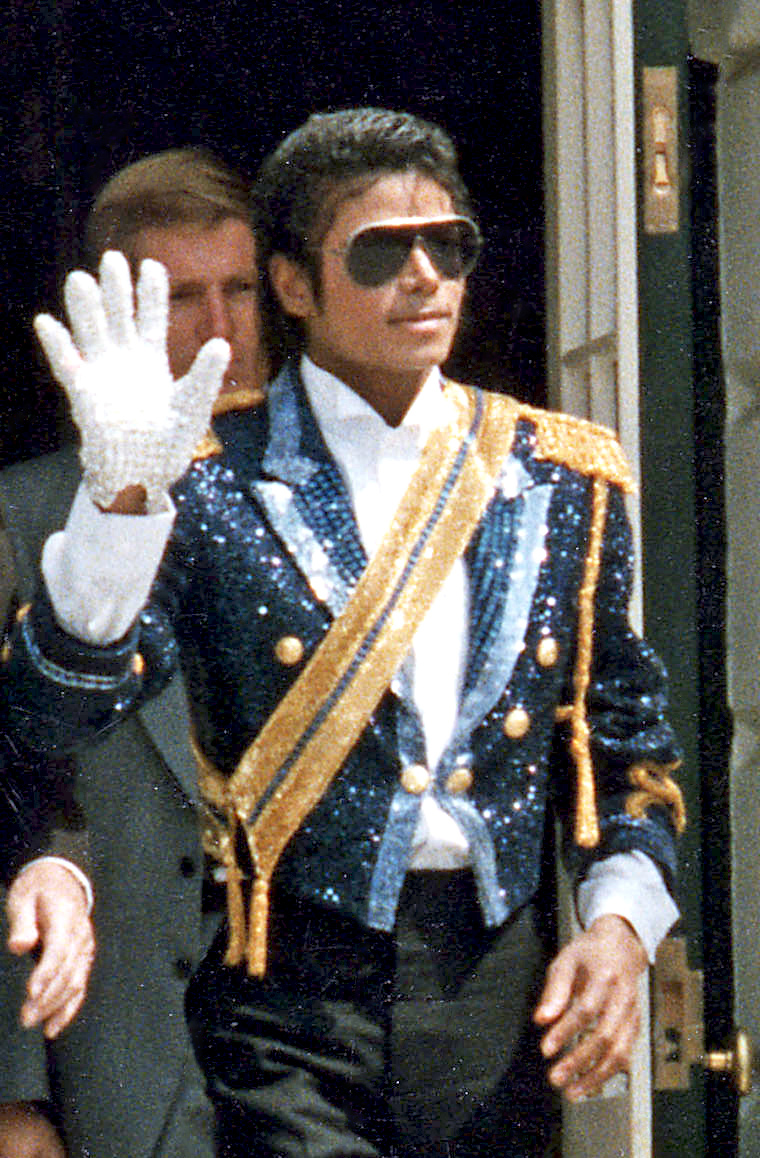
Michael Jackson medverkade i avsnittet.

Lisa väcker Bart och påminner om att hon strax fyller år. Bart lovar ge henne en fin present. Homer upptäcker att alla hans vita arbetsskjortor har blivit färgade rosa. Det visade sig att Bart hade lagt sin röda keps i tvätten och Homer tvingas gå till jobbet med en rosa skjorta. Hans udda utseende märks av Mr Burns och hans tas in till förhör. Homer får av Marvin Monroe ett test som ska visa om han är tokig. Han orkar inte göra testet och försöker få både Lisa och Marge att göra testet åt honom innan han lyckas övertala Bart. 
Testet misslyckas och han klassas som galen och förflyttas till mentalsjukhuset. Han hamnar i samma cell hos en tjock vit man som tror sig vara Michael Jackson. Homer har däremot inte hört talas om Michael Jackson vilket gör honom förvånad. Michael Jackson ringer till Homers familj och berättar var han är. Marge blir arg på Bart och Lisa då de har fått honom hamna på mentalsjukhuset.
Marge besöker mentalsjukhuset och lyckas övertala doktorerna att Homer inte är galen och att det var hans son Bart som fyllde i testet. Michael Jackson berättar att han bara är på mentalsjukhuset frivilligt och han följer med Homer hem. Bart ringer Milhouse och berättar att Michael Jackson kommer och hälsar på. Därefter vill hela stadens befolkning få en glimt av superstjärnan.
Hela staden blir chockad då inte visar sig vara den riktiga Michael Jackson som kommer till staden. Lisa är arg och ledsen på familjen, speciellt Bart då de glömmer att hon fyller år. Michael Jackson upptäcker att Lisa är ledsen och visar det för Bart. Han lyckas övertala honom att de tillsammans ska göra en sång för Lisa. Michael Jackson avslöjar för familjen att han egentligen heter Leon Kompowsky. Han berättar att han alltid var arg tills han började låta som Michael Jackson och alla började le mot honom. för att andra blir glada då, han lämnar familjen och promenerar iväg.

## Produktion
En tidig version av manuset innehåller att Homer tog in Barney till mentalsjukhuset, men att läkarna missförstod och tog in Homer istället. Michael Jackson kom med idén om att han skulle besöka familjen. Han begärde att han skulle sjunga en låt med Bart och att ett skämt om Prince istället skulle handla om Elvis Presley. Låten Happy Birthday Lisa, som sjungs i avsnittet av  Kipp Lennon är skriven av Michael Jackson och finns på albumet Songs in the Key of Springfield. Michael Jackson har också medverkat till låten Do the Bartman även om han inte krediterades där för medverkan.

## Visningar
Efter att Michael Jackson avled 25 juni 2009 sändes avsnitt på FOX den 5 juli 2010, programmet hade tidigare visats i repris 30 januari 1992 och inleddes då med ett svar av Bart om ett uttalande om Simpsons av Barbara Bush.